# Yakovlev Yak-8
Lo Yakovlev Yak-8  (in caratteri cirillici Яковлев Як-8) fu un aereo multiruolo bimotore, monoplano ad ala bassa, progettato dall'OKB 115 diretto da Aleksandr Sergeevič Jakovlev, sviluppato in Unione Sovietica nei primi anni quaranta e rimasto allo stadio di prototipo.
Realizzato come evoluzione del precedente Yak-6 e destinato ai reparti della Voenno-vozdušnye sily (V-VS), l'aeronautica militare sovietica, nel periodo della seconda guerra mondiale, benché fosse stato giudicato idoneo al servizio non venne mai avviato alla produzione in serie.

## Storia del progetto
A seguito del successo riscontrato in ambito operativo dal bimotore Yak-6, entrato in servizio nel 1942, l'OKB 115 decise di avviare lo sviluppo di un modello derivato in grado di migliorare prestazioni e capacità del precedente modello. Il direttore dell'ufficio di progettazione, Aleksandr Jakovlev, affidò il compito al progettista capo Oleg Konstantinovič Antonov, il quale disegnò un velivolo che riprendeva l'impostazione dello Yak-6, un bimotore monoplano realizzato con materiali non strategici, struttura lignea ricoperta da tela trattata, ma dalle dimensioni leggermente aumentate, tali da permettere il trasporto di sei e non più solo quattro passeggeri. Come con lo Yak-6, la motorizzazione prevista era basata su una coppia di motori Kossov M-12, un radiale 5 cilindri raffreddato ad aria derivato dallo Shvetsov M-11 e teoricamente in grado di fornire una potenza pari a 190 hp; tuttavia i motori, che presentavano ancora problemi di affidabilità, non furono mai disponibili e in fase di realizzazione ci si spostò anche in questo caso verso i meno potenti M-11. Questi erano contenuti in due gondole poste, come nel precedente modello, sul bordo d'attacco delle due semiali che accoglievano anche le gambe di forza principali del carrello d'atterraggio, dal disegno però aerodinamicamente più raffinato, così come migliorie erano estese a tutto il velivolo.
Ottenuta l'autorizzazione, venne avviata la costruzione di due prototipi da destinare a prove di valutazione da parte del personale Voenno-vozdušnye sily (V-VS), il primo dei quali venne portato in volo per la prima volta all'inizio del 1944. Il velivolo spinto dalla coppia di M-11 risultava però sottopotenziato e ciò costrinse il personale tecnico ad avviare una serie di modifiche sul secondo prototipo al fine di ridurne ulteriormente la massa complessiva. Il risultato fu che il secondo Yak-8 era di 250 kg più leggero e, grazie anche alle migliori qualità di volo complessive rispetto allo Yak-6, superò i test di accettazione statali al termine delle quali ne fu raccomandato l'avvio alla produzione in serie. Ciò nonostante non venne mai emesso alcun ordine di fornitura, probabilmente perché in quel periodo le autorità militari sovietiche avevano già avviato la transizione verso modelli di costruzione interamente metallica.

## Utilizzatori
Unione Sovietica
- Voenno-vozdušnye sily

esclusivamente in prove di valutazione.

### Annotazioni
1. ↑  La denominazione del "costruttore" risulta scritta in modo diverso da quella del "progettista" poiché, nel secondo caso, la traslitterazione del cognome è effettuata secondo il sistema "ISO 9", impiegato come standard convenzionale nelle pagine di Wikipedia in lingua italiana.

### Fonti
1. 1 2  Gunston 1995, p. 468.
2. ↑  Gunston 1995, pp. 467-68.
3. ↑  Nowarra, Duval e Hepworth 1971, p. 148.
4. ↑  Gordon, Komissarov e Komissarov 2005, p. 239.